# Samuel Struck
Samuel Struck (* 30. Dezember 1671 in Ratzeburg; † 1. März 1720 in Lübeck) war ein deutscher Buchdrucker.

## Leben und Wirken
Samuel Struck war ein Sohn des Raschmachers Hans Struck (* um 1630 in Neustadt; † 20. August 1691 in Ratzeburg) und dessen Ehefrau Anna, geborene Mechow. Da er in Greifswald heiratete, könnte er dort für einige Zeit gelebt haben, ging aber später wieder nach Ratzeburg, wo er 1701 eine Patenschaft übernahm. 1702 war er in der Lübecker Offizin von Moritz Schmalhertz tätig. Am 18. Oktober 1703 erwarb er das Lübecker Bürgerrecht und bat dort im selben Jahr um Konzession für eine Druckerei, wogegen die beiden bestehenden Drucker, Schmalhertz‘ Erben und Christoph Jäger, Widerspruch einlegten.
Am 1. Dezember 1703 erhielt Struck vom Lübecker Rat die gewünschte Zulassung als Drucker. Er druckte zahlreiche Leichenpredigten, von denen 75 alleine im Archiv der Stadt Lübeck zu finden sind. Darüber hinaus vervielfältigte er insbesondere theologische Schriften der Lübecker Theologen Michael Vermehren, Georg Heinrich Götze und Henrich Scharbau und mehrere Abendmusiken von Dieterich Buxtehude. 1714 setzte er die Deposito Cornuti Typographici von Johannes Rist.
Im Jahr 1715 schuf Struck mit dem Neu-verfassetes, auf der Löbl. Kunst-Buchdruckerey nützlich zu gebrauchendes Formatbuch… sein Hauptwerk. Es handelte sich um ein Lehrbuch für Buchdrucker, das Anleitungen zu Formaten, zum orientalischen, griechischen und lateinischen Alphabet enthielt. Es enthielt Beispiele der üblichsten Schriften und ein Vorwort über die Historie der Buchstaben und Buchdruckerkunst, des Formenstechens und Kupferstechens. Im Impressum des Buches und auf den Leichenpredigten sind die Buchstaben S. S. zu finden, was darauf hindeutet, dass Struck auch als Formschneider arbeitete. Aufgrund seiner Fähigkeiten setzte er sich gegen die anderen beiden Buchdrucker in Lübeck durch.
Strucks Schwiegersohn Johann Nikolaus Thun übernahm später den Betrieb, der bis 1735 existierte.

## Familie
Struck war drei Mal verheiratet:
- In erster Ehe heiratete er 1701 Elisabeth Starck. Sie war eine Tochter des Greifswalder Buchdruckers Daniel Starck und dessen Ehefrau Marie, geborene Evert.
- Am 4. Mai 1704 heiratete er in zweiter Ehe Auguste Elisabeth Gieseler, die im September 1715 starb. Aus dieser Ehe stammten vier Kinder, darunter der Buchdrucker Hieronymus Johann Struck.
- In dritter Ehe heiratete er am 14. Juli 1719 Sibylle Hedwig Prenzselin (Premsel) (geboren oder getauft am 21. Juli 1660 in Ratzeburg). Sie war eine Tochter von Johann Premsel und dessen Ehefrau, die eine Witwe des fürstlich-mecklenburgischen Conterfeys David Hille aus Ratzeburg war. Ihr Vater war ein fürstlich braunschweig-lüneburgischer Hofgerichts-Pronotar.